# Éamon Doorley
Éamon Doorley is een Iers folkmuzikant.
Hij is een jongere broer van Tom Doorley, ook een van de muzikanten van de bekende Ierse folkband Danú en geboren in 1976 in de County Waterford in Oost Ierland. Hij is speler op de bouzouki en de viool die hij al op jonge leeftijd begon te bespelen. Hij is getrouwd met de Schotse folkzangeres en multi-instrumentaliste Julie Fowlis.

## Discografie
- Danú - 1997
- Think before you think - 1999
- All things considered - 2000
- The road less traveled - 2003
- Up in the air - 2003
- When all is said and done - 2004
- One night stand - 2004